# Дворики (Моргаушский район)
Дво́рики (чув. Юрпаш) — деревня в Александровском сельском поселении Моргаушского района Чувашской Республики.

## География
Расстояние до Чебоксар 66 км, до районного центра — села Моргауши — 18 км, до железнодорожной станции 58 км. Деревня расположена в левобережье реки Ербаш (приток Вылы).

## История
Деревня Дворики появилась в XIX веке как выселок деревни Ойкасы́ Енаса́л (ныне — село Александровское). 

Большое количество выселков появилось на территории Моргаушского района. Здесь, среди лесов, располагалась дер. Янасал. Ее жители в течение многих десятилетий расчищали поляны и образовали на них выселки, в чувашских названиях которых обязательно присутствует слово Янасал: Уйкас Янасал (село Александровское), Кĕртекасси Янасал (дер. Паймурзино), Исетерккĕ Янасал (дер. Изедеркино), Рикушкӑнь Янасал (дер. Рыковкино: в 1939 году переименована в Сосновку). <…> В конце XIX века к постоялому двору, основанному курмышанином на янасальской земле, переселилось несколько чувашских семей из села Александровского. Так возникло поселение Юрпаш Янасал (дер. Дворики).— Чувашские исторические предания
Жители до 1866 года — государственные крестьяне; занимались земледелием, животноводством, промыслами: бондарным, портняжным, сапожно-башмачным. В конце XIX века действовали 2 водяные мельницы, базар, винная лавка, постоялый двор (1883), в деревне располагались полицейский становой и участковый земский начальник (1897).  

В 1939—1948 годах функционировал колхоз «Добролет». 

По состоянию на 1 мая 1981 года деревня Дворики Александровского сельского совета — в составе колхоза им. Ильича:95.

### Административно-территориальная принадлежность
В составе: Шуматовской волости Ядринского уезда (до 1 октября 1927 года), Аликовского (до 17 марта 1939 года), Советского (до 26 ноября 1956 года), Моргаушского (до 14 июля 1959 года), Аликовского (до 20 декабря 1962 года), Ядринского (до 11 марта 1964 года) районов. С 11 марта 1964 года — вновь в составе Моргаушского района:150. 

Сельские советы: с 1 октября 1927 года — Александровский:150.

## Название
Русское название произошло от русского «двор». 

Чув. название, возможно, от р. Юрпаш: 1) чув. юр/йор «снег»; 2) чув. юр/йор «бедность», паш/баш «начало, голова».— Географические названия Чувашской Республики.
Прежние названия: Дво́рики Янаса́льские (1883), Дворникова (1897), Ёрпаш Янасал (1927).

## Население
| 2010 | 2012 |
| ---- | ---- |
| 119  | ↗126 |

По данным статистического издания 1883 года в выселке Дворики Янасальские (при речке Ербашке) Шуматовской волости Ядринского уезда было 16 дворов, 80 жителей.
Согласно переписи населения 1897 года в деревне Дворникова 2-го Янасальского общества Шуматовской волости Ядринского уезда проживали 170 человек, чуваши.
В 1907 году население деревни Дворики Шуматовской волости Ядринского уезда составляло 204 человека, чуваши.
В 1924 году деревня состояла из 26 дворов, проживали 95 человек.
По данным Всероссийской переписи населения 2002 года в деревне проживал 121 человек, преобладающая национальность — чуваши (97 %).

## Инфраструктура
Функционирует СХПК им. Ильича (по состоянию на 2010 год).

В деревне проведён водопровод.

Улицы: Луговая, Советская.

## Уроженцы
- Михайлов, Леонид Хрисанфович (1916, Дворики, Ядринский уезд — 2008, Чебоксары) — советский хозяйственный, государственный и политический деятель, заслуженный работник профессионально-технического образования РСФСР (1990), награждён орденом «Знак Почёта» (трижды), медалями.